# Entdeckendes Lernen

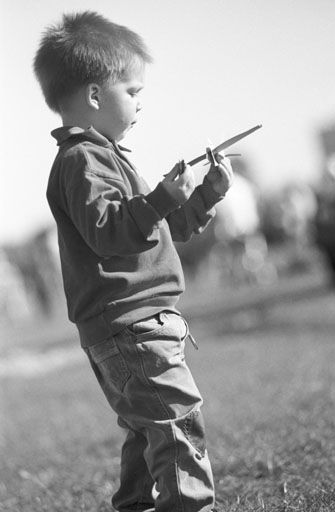
Ein Kind macht sich mit dem Flugverhalten eines Spielflugzeugs aus Styropor vertraut.

Entdeckendes Lernen (auch Exploratives Lernen) ist eine pädagogische Methode zur Aneignung von Wissen sowie von physischen und technischen Kompetenzen. Der Fokus liegt nicht auf der Vermittlung durch die Lehrperson, sondern auf der Erfahrung und den kognitiven Verarbeitungsprozessen des Lernenden. Seinen Ursprung in jüngerer Zeit hat das Entdeckende Lernen in den englischen Curricula der 1970er Jahre. Unter Bezug auf die Psychologen Jean Piaget und Jerome Bruner (Method of Discovery) wurden Unterrichtsanregungen für den Unterricht jüngerer Altersstufen entwickelt, der auch als Science bezeichnet wird. In den deutschen Sachunterricht haben Ansätze des Entdeckenden Lernens zeitlich verzögert Eingang gefunden. Eine Weiterentwicklung ist Forschendes Lernen.
Der gedankliche Ansatz allerdings ist seit dem antiken Griechenland bekannt (Platon, Menon); den Begriff „Entdeckendes Lernen“ prägte Bruner (The Process of Education, 1960) unter Rückgriff auf die mathematikdidaktische Tradition der University of Illinois für die von ihm damit beeinflusste pädagogische Diskussion. Der Gegensatz von bewusst gesteuertem instruktiven Lernen nach David Ausubel und dem Entdeckenden Lernen ist häufig im Gespräch. Hans Aebli unterstützte die Etablierung des Entdeckenden Lernens im deutschsprachigen Raum.
Beim Entdeckenden Lernen stehen Lernanregungen oder Lernarrangements im Zentrum, die eigenaktives Lernen motivieren sollen. Es besteht auch eine Nähe zum Projektunterricht. Das bestehende Wissen regelmäßig zu überprüfen und gegebenenfalls durch Aktuelles zu ersetzen, ist entscheidend für das Bestehen in der heutigen Wissensgesellschaft.

“Education is what survives when what has been learned has been forgotten.”

„Bildung ist das, was überlebt, wenn das Gelernte vergessen wurde.“

## Formen des Entdeckenden Lernens
Eine Form des Entdeckenden Lernens fordert den Lernenden dazu auf, sich Wissen und Können selbst zu erarbeiten. Dazu werden Aufgabenstellungen gegeben, die selbst gelöst und bearbeitet werden müssen. Aus kognitionspsychologischer Sicht wird dadurch ein eigener Zugang zum Erlernten geschaffen. Zusätzlich stärkt die eigenständige Erarbeitung das Selbstbewusstsein und weckt Neugierde auf weitere Erfahrungen. Die Lehrkraft unterbreitet im Kontext des Faches Aufgabenstellungen, welche die Lernenden selbstständig bearbeiten und zu eigenständigen Lösungen führen. Im Gegensatz zu „freier Arbeit“ entscheiden die Lernenden sich nicht selbst für das Thema des Unterrichts.
Eine andere Form des Entdeckenden Lernens umschreibt die Entdeckung der Welt durch die Lernenden selbst. Elemente dieser Form sind auch in der Freinet-Pädagogik zu finden. Die Aufgaben suchen sich die Lernenden selbst, um Antworten zu Problemen ihrer (Er-)Lebenswelt allein oder gemeinsam mit anderen Lernenden zu finden. Vorteil dieser Form ist, dass die eigenständig erarbeiteten Erfahrungen in konkretem Bezug zur Lebenswelt der Lernenden stehen. Die Stärkung des Selbstbewusstseins erfolgt nicht nur aus der gelungenen Problemlösung heraus, sondern aus der konkreten Bewältigung von eigenen Alltagsfragen und -problemen.

## Modell für naturwissenschaftlichen Unterricht und Transfer auf weitere Fächer

### Beschreibung
Im engeren und ursprünglichen Sinn ist Entdeckendes Lernen eine Lernmethode im offenen Unterricht der Naturwissenschaften, die auf der freien Entdeckung von Naturphänomenen anhand von Versuchen beruht. In einem erweiterten Sinn kann Entdeckendes Lernen aber auch in anderen Fachgebieten und Fächern angewendet werden. Entdeckendes Lernen fängt stets mit der Beobachtung eines Objektes oder Phänomens an.
Die Lernenden werden dazu geführt, ihre Beobachtungen aufzuschreiben und sich selbst über diese Phänomene Fragen zu stellen. Es ist dabei wichtig, dass sie die Möglichkeit bekommen, diese Fragestellungen frei zu entwerfen und zu beantworten. Um sie zu beantworten, können die Lernenden neue Versuche ausprobieren, Literatur recherchieren und/oder in diesem Gebiet berufstätige Personen/Experten und Expertinnen oder Lehrende befragen. Da diese neuen Versuche oder Untersuchungen nicht von der Lehrkraft, sondern von den Lernenden selbst angestoßen werden, öffnet sich der Unterricht immer mehr und zentriert sich auf die Lernenden und ihre eigenen Initiativen.
Ein methodischer Baustein beinhaltet, dass die Lernenden ohne Hilfe der Lehrkraft Denkreise-Tagebücher führen, in denen sie ihre Beobachtungen, Ideen und Fragestellungen aufschreiben. Typischerweise würde das Zusammenschreiben des Tagebuches ungefähr die Hälfte der Unterrichtszeit in Anspruch nehmen. Die Lehrkraft beobachtet inzwischen, wie die Lernenden arbeiten und ermutigt sie ihre Ideen weiterzuentwickeln. Es ist dabei nicht wichtig, wie gut oder wie relevant diese Ideen sind. Umwege zu der korrekten Analyse der Phänomene und selbst 'Sackgassen' sind ebenso lehrreich wie der kürzeste Weg zum 'richtigen' Ergebnis.
Auf didaktischer Ebene steht nicht ein (wissenschaftliches) Ergebnis im Mittelpunkt, sondern die wissenschaftliche Methode.
Die Bewertung des Entdeckenden Lernens berücksichtigt weniger die Richtigkeit der Ergebnisse, als die Gründlichkeit, mit der die wissenschaftliche Methode angewendet worden ist. Somit vermittelt dieser Ansatz insbesondere Methodenkompetenz. Eine richtige Reihenfolge von Hypothesen, Argumenten und Thesen zusammen mit einer klaren Darstellung der angewandten Methoden und gesammelten Ergebnisse zeichnen eine erfolgreiche Arbeit der Lernenden aus. Dies impliziert, dass negative Ergebnisse (z. B. das Verwerfen einer vom Lernenden entworfenen Hypothese) ebenso positiv anerkannt werden, wie positive Ergebnisse (z. B. das Bestätigen einer Hypothese).

### Vorteile
Wenn das Phänomen und die entsprechenden Materialien stimmig vom Lehrenden ausgewählt worden sind, kann diese Methode zu einer dauerhaften Aneignung der (natur-)wissenschaftlichen Methode führen. Die Effizienz dieser Methode steigt, wenn sie nicht nur einmalig, sondern regelmäßig angewandt wird. Eine Regelmäßigkeit führt zu einem selbstständigen, freieren und effizienterem Umgang der Lernenden mit der Methode. Ein Ziel des Entdeckenden Lernens ist es, den Lernenden Autonomie beizubringen. Die Lehrkraft sollte so wenig wie möglich in die Arbeit der Lernenden eingreifen, um deren Eigeninitiativen nicht zu beeinträchtigen. Eine wichtige Komponente dieser Selbständigkeit ist die Zeiteinteilung. Die Lernenden sollten die Möglichkeit bekommen, ihre Arbeitszeit selbst einzuteilen. Lernende sollten zum Beispiel in der Lage sein, selbständig abzuschätzen, ob oder in welcher Zeitdauer ein Versuch oder eine Literaturrecherche machbar ist.
Üblicherweise wird Entdeckendes Lernen in kleinen Gruppen von zwei oder drei Lernenden praktiziert. Entdeckendes Lernen trägt deswegen auch dazu bei, die Teamfähigkeit und die sozialen Kompetenzen der Beteiligten zu verbessern.
Da der Schwerpunkt des Entdeckenden Lernens auf der Vermittlung einer Lernmethode und nicht auf Wissensvermittlung liegt, reicht diese Methode jedoch nicht aus, um den gesamten schulischen Stoff zu vermitteln. Deswegen ist es wichtig, diese Methode mit anderen Unterrichtsformen zu kombinieren. Entdeckendes Lernen ist am besten einsetzbar als Einführung in ein neues Kapitel. In diesem Zusammenhang kann diese Methode sehr nützlich dazu sein, um Vorkenntnisse, Interesse und Motivation sowie Lerntypen der Lernenden zu identifizieren. Der Lehrende kann so den darauf aufbauenden Unterricht besser konzipieren und an die Bedürfnisse der Lernenden anpassen.

### Nachteile
Als Nachteil der Methode des Entdeckenden Lernens gilt, dass sie nur bedingt mit einem vorgegebenen Minuten- und Stundentakt des schulischen Unterrichts vereinbar ist. In der Praxis des Unterrichts müssen die Lernenden in der Lage sein, ihre Arbeitszeit selbst zu planen. Es ist nicht von vornherein klar, wie lange ein noch nie ausprobierter Versuch dauern wird oder wie lange die Lernenden brauchen werden, um eine Literaturrecherche zu betreiben. Die vorgegebene schulische Stundeneinteilung könnte darum den Arbeitsprozess stören.
Das größte Manko der Methode besteht in dem unvorhersehbaren Zeitaufwand, den die Lernenden brauchen, um selbst Ideen zu entwickeln. Da sollte die Lehrkraft ihre Hilfe anbieten und die Lernenden dazu ermutigen, auch unsichere Entdeckungswege zu betreten.
Das Zeitdruck-Problem kann dadurch reduziert werden, dass man zwei Unterrichtsstunden im Lehrplan zusammenlegt. Bei einer Mathematik- und Physiklehrkraft kann es beispielsweise vorkommen, dass zwei Unterrichtsstunden der beiden Fächer am selben Tag stattfinden. Solche Fälle sind besonders geeignet, um einen auf Entdeckendes Lernen basierten Unterricht in die Praxis umzusetzen.
Da heute weitgehend Frontalunterricht in der Praxis das schulische Lernen dominiert, wird auch die fehlende Umstellung vom lehrer- zum schülerzentrierten Unterricht, die das Entdeckende Lernen impliziert, als Schwierigkeit und Hindernis bei der Realisierung betrachtet.
Die Lehrkräfte sollten für dieses Ziel ihre dominierende Position langsam abbauen, und die Schüler ihrerseits lernen, selbsttätig und selbstständig zu werden. In dieser Hinsicht bieten andere Unterrichtsmethoden, wie zum Beispiel das Stationenlernen, einen einfacheren Einstieg in offene Lernsituationen. Weiterhin ist es fraglich, ob die Schüler nach ihrem individuellen Lernstand gefördert werden: offene Unterrichtsformen bieten oftmals größere Chancen für stärkere Schülerinnen, während schwachen Schülern häufig die Übersicht bzw. Struktur fehlt. Ebenfalls ist auch die Differenzierbarkeit der Aufgaben gefährdet, weil es oft nur wenige Aufgabenformate gibt (vgl. operative Aufgaben in der Mathematik).
Auch aus motivatorischer Sicht sind Einwände bekannt, denn beim Entdeckenden Lernen wird die Motivation vorausgesetzt, was oft die Schulrealität verfehlt. Somit haben auch starke Schüler häufig „keine Lust“, sich unter viel Zeitaufwand einem Wissensbereich zu nähern.
Eine weitere Schwierigkeit ist es, unterschiedlich schnelle Lerntypen optimal zu fördern und alle mit in den Prozessen zu inkludieren.

### Beispiele

#### Im Physikunterricht
Die Entdeckung des Archimedischen Prinzips ist besonders gut geeignet für die Realisierung des Entdeckenden Lernens. Auf jede Schulbank wird ein mit Wasser gefülltes Gefäß gestellt sowie eine Sammlung unterschiedlichster Gegenstände gelegt. Diese Elemente können durch andere Flüssigkeiten wie Öl oder Essig ergänzt werden. Salz kann auch zur Verfügung gestellt werden, um es im Wasser zu lösen. Mit Hilfe von Waagen und Dynamometern können Schüler frei untersuchen, welche Gegenstände in welchen Flüssigkeiten sinken, schweben oder schwimmen und warum.

#### Im Mathematikunterricht
Auch in der Mathematik kann das Prinzip des Entdeckenden Lernens eingesetzt werden. Schüler können zum Beispiel anhand von kubischen Klötzen untersuchen, welche und wie viele geometrische Formen man mit einer gegebenen Anzahl von Klötzen aufbauen kann. Viele Eigenschaften der natürlichen Zahlen können so entdeckt werden. Schüler können beobachten, dass ein aus Klötzen zusammengelegtes Viereck, in dem die Klötze in zwei Reihen und vier Spalten angeordnet sind, genauso viele Klötze enthält wie ein aus vier Reihen und zwei Spalten bestehendes Viereck. Die Kinder können an diesem Beispiel die Gültigkeit des Kommutativgesetzes der Multiplikation einsehen und die Allgemeingültigkeit dieses Gesetzes vermuten. Genauso können Schüler spielerisch Entdecken, dass manche Zahlen – die Primzahlen – nur zwei Teiler besitzen (eins und die Zahl selbst). Als Anschauungsmaterial stehen der Lehrkraft hier viele Materialien zur Verfügung, so ist Obst eine gute Idee, um den Schülern gesunde Ernährung und zugleich auch das Rechnen mit Primzahlen zu ermöglichen. Eine weitere Möglichkeit ergibt sich aus dem Zählen einzelner Wurstscheiben in einer Packung, um die ungefähre Verteilung des Gewichtes dieser Scheibe auf die Gesamtpackung und die Menge zu errechnen. Das Wiegen der Gesamtpackung und das Errechnen der Differenz zwischen Gesamtpackung und Inhalt ergeben sich daraus. Auf diese Weise können Schüler leicht das Subtrahieren, Multiplizieren und Dividieren lernen.

#### In der Verkehrserziehung
In der Verkehrserziehung findet das Entdeckende Lernen vor allem im Vorschul- und Grundschulbereich ein fruchtbares Anwendungsfeld: Die noch sehr neugierigen Kinder dürfen schon vor der Einschulung über die Methode Schulwegspiel ihren bevorstehenden Schulweg in Begleitung erwachsener Betreuer selbstständig erkunden und in die Form eines eigenen Brettspiels bringen. Schulanfänger erarbeiten sich auf dem Wege zu dem begehrten Fußgängerdiplom in einem fächerübergreifenden Projekt miteinander den Umgang mit dem Verkehr und seinen Gefahren in ihrem Wohngebiet. Sie schaffen sich selbst die Regeln für einen reibungslosen Kreuzungsverkehr auf dem Schulgelände. Sekundarschüler entdecken ihr Problembewusstsein, indem sie Beobachtungen von Verkehrsverhalten (Aggressionen, Vorteildenken, aber auch Hilfsbereitschaft und Toleranz) und Erfahrungen mit Risiken beim Verkehren (Geschwindigkeitsrausch, Mutproben) in eigenen Verkehrsfabeln verdichten. Um die unterschiedlichen Lernpotenzen der Schüler erreichen zu können, wird das Entdeckende Lernen in der Praxis meist mit dem Mehrdimensionalen Lernen gekoppelt.

#### Im Geschichtsunterricht
Zum Entdeckenden Lernen im Geschichtsunterricht liegt neben weiterer Literatur je ein Heft von Praxis Geschichte (Westermann 3/1988) und Geschichte lernen (Friedrich 189/2019) vor: Peter Knoch beklagte bereits 1988 (S. 6 ff.), dass es in der Schulwirklichkeit vergessen worden sei, und sah einen Weg im langsamen Vormachen durch die Lehrkraft. Heike Wolter stellte für das Entdeckend-forschende Lernen 2019 (S. 2 ff.) dagegen langsame Fortschritte vor allem durch die Kompetenzorientierung fest. Beide sehen die enge Bindung an einen offenen Unterricht, in dem die Schülerfrage zum Ausgangspunkt und selbstbestimmtes Lernen der Weg wird. Musterbeispiele für diese Form sind die Schülerbeiträge zum Geschichtswettbewerb des Bundespräsidenten der Körber-Stiftung. Geeignet sind besonders Themen aus Regional- und Lokalgeschichte.

## Entdeckendes Lernen in der Freinet-Pädagogik

### Beschreibung
Kinder bilden schon vor der Einschulung Vorstellungen darüber, wie die Welt funktioniert. Diese Vorstellungen können richtig oder fehlerhaft sein. In der Gemeinschaft der Schulklasse treffen nun die Kinder und ihre Vorstellungen aufeinander. Aus dem Vergleich entsteht die Notwendigkeit, Unterschiede und Gemeinsamkeiten aufzuspüren und eventuell zu überprüfen. Dabei spielen mehrere (auch unwissenschaftliche) Faktoren eine Rolle: Freundschaften, Vertrauen, … Der Vergleich mit der Realität steht für Kinder nicht unbedingt an erster Stelle. So können einige Kinder begeistert richtige Versuche starten und andere sehr zurückhaltend an der Meinung einer für sie wichtigen Person festhalten.
Je nach Entwicklungsstand werden auch die Meinungen anderer Kinder geprüft. Widersprüche münden in Untersuchungen und führen zu neuen Erklärungsversuchen. Der Fortschritt in der Meinungsbildung folgt dabei keinem linearen Weg und keiner sinnhaften Abfolge, sondern kann auch mehrere Zwischenschritte überspringen – je nach Erfahrungsstand der Kinder.
Eine Aufteilung dieses ganzheitlichen Prozesses in Fächer, willkürliche Zeitspannen, oder der Zwang im gleichen Arbeitstempo mit anderen gemeinsam an Vorstellungen, die man selbst gar nicht hat, arbeiten zu müssen, steht dieser Form des Entdeckenden Lernens entgegen.

## Einzelbelege
1. ↑  Bruner, Jerome S.: Der Prozess der Erziehung. 3. Auflage. Schwann, Düsseldorf 1972, S. 21.
2. ↑  KONSTRUKTIVISMUS Advance Organizer (Quellen). In: Methodenpool. Uni Köln, abgerufen am 6. November 2022.
3. ↑  Entdeckendes Lernen – Didagma. Abgerufen am 6. November 2022.
4. ↑  Freinet, Célestin: Methoden der Emanzipation und Techniken des Unterrichts : pädagogische Schriften mit Beiträgen aus "la Gerbe". Hrsg.: Renate Kock. P. Lang, 1999, ISBN 3-631-35201-8.
5. ↑  Heinrich Winand Winter: Entdeckendes Lernen im Mathematikunterricht: Einblicke in die Ideengeschichte und ihre Bedeutung für die Pädagogik. Springer-Verlag, 2015, ISBN 978-3-658-10605-8 (google.com [abgerufen am 7. November 2022]).
6. ↑  Sabine Liebig: Entdeckendes Lernen: ein Unterrichtsprinzip. Baltmannsweiler 2012, ISBN 978-3-8340-1089-6.
7. ↑  Entdeckendes Lernen e. V. Abgerufen am 7. November 2022.
8. ↑  Frey, Frey-Eiling: Unterrichtsmethode 22: Entdeckendes Lernen. In: Allgemeine Didaktik. Verlag der Fachvereine an den schweizerischen Hochschulen und Techniken, 1992, abgerufen am 7. November 2022.
9. ↑  Siegbert A. Warwitz: Verkehrserziehung vom Kinde aus. Wahrnehmen – Spielen – Denken – Handeln. 6., aktualisierte  Auflage. Baltmannsweiler 2009, ISBN 978-3-8340-0563-2.
10. ↑  Gerhard Henke-Bockschatz: Entdeckendes Lernen. In: K. Bergmann u. a. (Hrsg.): Handbuch Geschichtsdidaktik. 1999, ISBN 3-7800-4920-1, S. 406–411.
11. ↑  socialnet Lexikon: Freinet-Pädagogik | socialnet.de. Abgerufen am 7. November 2022.
12. ↑  Für die Freinet-Pädagogik vgl. die Schriften https://d-nb.info/95624520X/04